# Przesiąkra okółkowa

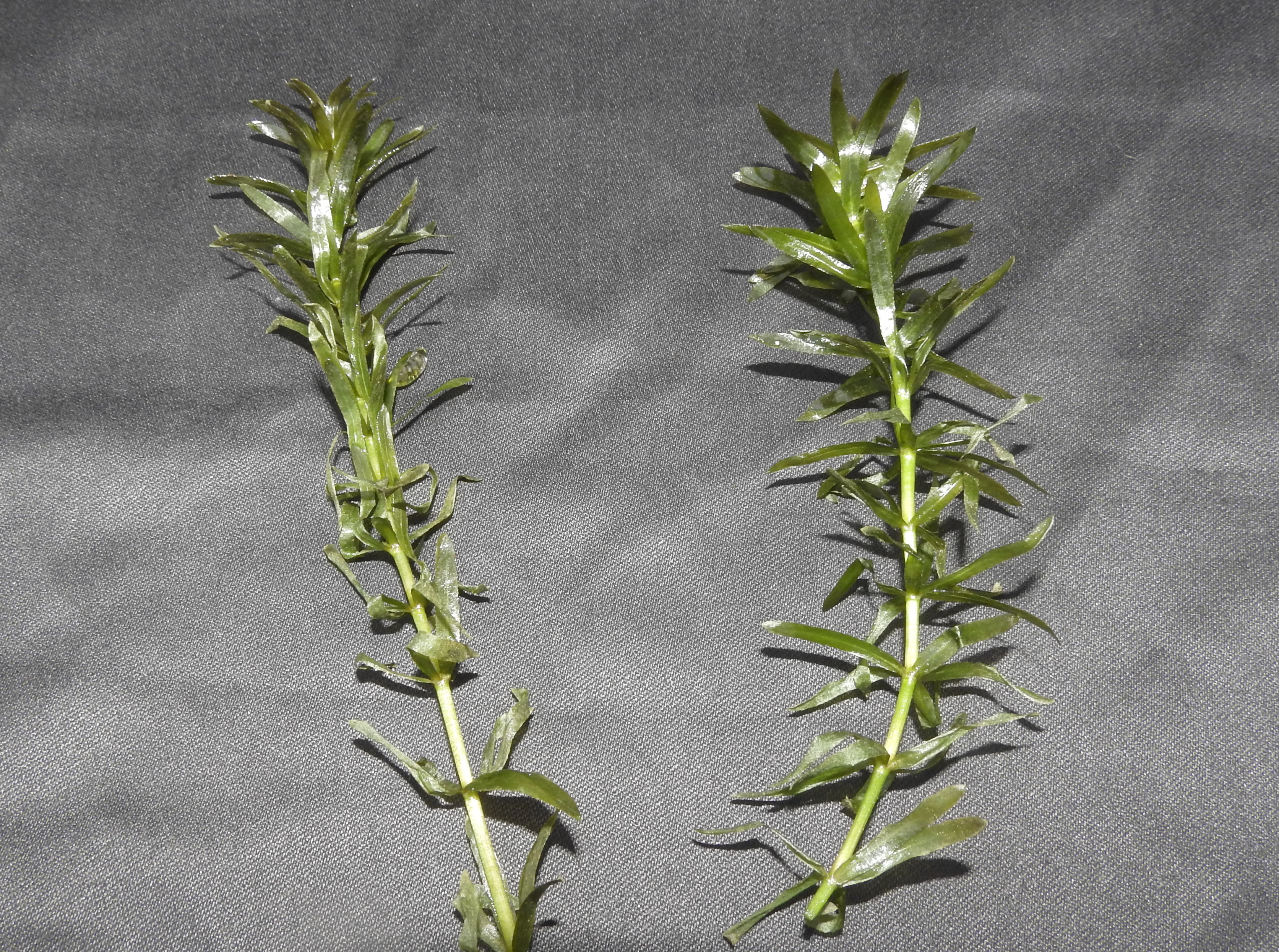
Pędy z liśćmi

Przesiąkra okółkowa (Hydrilla verticillata (L. f.) Royle) – gatunek rośliny z rodziny żabiściekowatych (Hydrocharitaceae), jedyny przedstawiciel monotypowego rodzaju przesiąkra (Hydrila Rich. Mém. Cl. Sci. Math. Inst. Natl. France 1811(2): 9, 61, 76. 1814). Roślina występuje w Eurazji i Afryce, jako inwazyjna także w Ameryce Północnej i Południowej, w Nowej Zelandii. W Europie jest gatunkiem rzadkim, w Polsce znanym z kilkudziesięciu stanowisk w północno-wschodniej i północno-zachodniej części kraju, spośród których potwierdzone zostały w ostatnich latach tylko nieliczne na Pojezierzu Suwalskim.

## Morfologia
ŁodygaRozgałęziona, do 2m długości.
LiścieSiedzące, równowąskie, zaostrzone, ząbkowane, zebrane w okółki, o długości 10–20 mm.
KwiatyKwiaty męskie z trzema pręcikami. Kwiaty żeńskie z trzema zielonkawymi działkami i trzema białymi płatkami korony.
OwocWalcowata, pięcionasienna torebka.

## Biologia i ekologia
Gatunek występuje w postaci szybko rozprzestrzeniających się populacji masowych i w wielu obszarach stanowi z tego powodu duży problem w gospodarce rybackiej, rolnej (jako chwast upraw ryżu), utrudnia także żeglugę. Liczba chromosomów 2n = 32.

## Systematyka
Systematyka według Angiosperm Phylogeny Website (aktualizowany system APG IV z 2016)
Jeden z 8 rodzajów wyróżnianych w obrębie podrodziny Hydrilloideae wchodzącej w skład rodziny żabiściekowatych (Hydrocharitaceae), która należy z kolei do rzędu żabieńcowców (Alismatales).
Pozycja w systemie Reveala (1993–1999)
Gromada okrytonasienne (Magnoliophyta Cronquist), podgromada Magnoliophytina Frohne & U. Jensen ex Reveal, klasa jednoliścienne (Liliopsida Brongn.), podklasa żabieńcowe (Alismatidae Takht.), nadrząd Alismatanae Takht., rząd żabiściekowce (Hydrocharitales Dumort.), podrząd Alismatineae Engl., rodzina żabiściekowate (Hydrocharitaceae Juss.), podrodzina Hydrilloideae Luerss., plemię Hydrilleae Horan., rodzaj przesiąkra  (Hydrilla Rich.).

## Zagrożenia i ochrona
W Polsce gatunek uznawany jest za zagrożony:
- Kategoria zagrożenia w Polsce według Czerwonej listy roślin i grzybów Polski (2006)[8]: V (narażony na wyginięcie); 2016: EN (zagrożony)[9].
- Kategoria zagrożenia w Polsce według Polskiej czerwonej księgi roślin[10]: EN (endangered, zagrożony).

Ochroną gatunkową przesiąkra objęta została w 2012, przy czym wówczas trafiła pod ochronę częściową. Od 2014 roku gatunek podlega ochronie ścisłej.

## Ekologia
Gatunek charakterystyczny dla Ass. Hydrilletum verticillatae.
W Ameryce Północnej jest gatunkiem inwazyjnym.